# والکی
شهر والکی (به روسی: Валки) در استان خارکف در کشور اوکراین واقع شده‌است. جمعیت این شهر ۱۰٬۳۸۱ نفر  است.